# Wazata (cràter)
Wazata és un cràter d'impacte en el planeta Venus de 13,9 km de diàmetre. Porta el nom d'un antropònim haussa, i el seu nom va ser aprovat per la Unió Astronòmica Internacional el 1997.